# イーグレットツー ミニ
イーグレットツー ミニ（EGRETII Mini）は、タイトーより2022年3月2日に発売した家庭用ゲーム機。タイトーは本機のジャンルを「卓上ゲームセンター」と称している。レイティングはCERO：B（12才以上対象）。
外観はタイトーが1996年より自社運営アミューズメント施設を中心に設置していた汎用型ビデオゲーム筐体「EGRETII」(イーグレット ツー)をモチーフにしている。本体内に1970年代後期から1990年代にかけてタイトーが発売したアーケードゲーム作品40タイトルをプリインストールしており、別売りの「専用SDカード」を用いることで更に10タイトルを追加できる。本項目では、これらについても記載する。

## 概要
2021年6月、テレビゲーム黎明期からアーケードゲームを多数リリースしてきたタイトーが、その「アーケードゲーム」に拘わった製品を企画・開発・発売していくブランド「TAITO ARCADE SELECTION」を立ち上げた。その初号商品としてリリースするのが本機となる。
商品的にはSNKが国内にて2018年7月にリリースした『ネオジオ ミニ』より端を発する、アーケードゲームソフトを当時より稼働している業務用筐体をイメージした小型ゲーム機に収録した「復刻系アーケードゲーム機」のひとつにあたる。

## ハードウェア
※ 下記出典はタイトー「EGRETII mini」商品情報ページより

### ハード仕様
外観はオリジナルのイーグレットII（以下「オリジナル」と表現）をベースに、普通の机上に置けるサイズ（幅155mm×奥行き200mm×高さ209mm）に縮小しているが、デスクトップに置く事を想定しオリジナルの筐体下部の、基板や投入硬貨を格納する部分は再現されていない。
コントロールパネル
コントロールパネル部に備え付けられたジョイスティックと操作ボタン6個・スタートボタンについては縮小した関係でオリジナルの2P部分は省略され1P専用となっている。このジョイスティックは8方向と4方向の入力が切り替え可能で、各ゲームのコントロール仕様に合わせて随時切り替えが可能。
オリジナルでは向かって右側の2Pのカラーとして使われた「ブルー」については、別売りのジョイスティックコントローラ「イーグレットツー ミニ専用コントロールパネル」で再現しており、本体裏部に備えられたUSB規格のコントローラ端子に接続することで2人プレイが可能となる。なお、この端子についてはジョイパッドタイプ「イーグレットツー ミニ専用コントロールパッド」や後述する「イーグレットツー ミニ専用パドル＆トラックボール」の接続にも使用する。
また海外向けに「Limited Blue Edition」としてブルー仕様の本体が限定5,000台で販売されている。
ディスプレイ・映像/音声出力
ディスプレイが筐体と一体化しているオリジナルと同じく、本体には液晶ディスプレイが搭載されており、単体でゲーム映像を出力できる。画面サイズは約5インチで、アスペクト(画面比率）もオリジナルと同様4：3を映す。この搭載ディスプレイには回転機構が実装されておりデフォルトでは横画面で固定されているが、物理的に回転させて縦画面に変更する事が可能であり、これによってオリジナルでは縦画面（画角が縦4:横3で構成されたアーケードゲーム）の仕様であったタイトルも同様のアスペクト比でプレイが可能となる。
本体背部にはHDMI映像出力端子があり、付属のHDMIケーブルを接続することで外部モニターへの映像出力が可能で、モニター出力した際には設定によって左右両脇の余白部に各タイトルごとの壁紙を表示させることもできる。外部モニターの縦画面化にも対応しており、左右どちらかに90度回転した状態で出力させることもできる。また全タイトル本体、モニターともに縦・横どちらの画面の状態でも出力させることが可能。ただし本来の画面サイズと異なる状態で出力した場合、画面の上下または左右に余白が生じる。
筐体の背面下部にはステレオミニジャックが実装され、⌀3.5 規格のヘッドホンや外部スピーカーなどを接続できる。
その他
電源はUSB Type-Cを備えた汎用のスマートフォン/タブレット用ACアダプタが使える（本体に同梱はされない）。同コネクタを備えた汎用モバイルバッテリーを使用することで、屋外に持ち運んでプレイすることもできる。
カラーバリエーションとして、2025年12月18日に「バイオレットカラー」が発売される。

### ソフト仕様
本体向かって右側面にはSDカードのスロットがあり、別途に発売する「専用ソフト収録SDカード」を挿入することで、本体とは別に新たなタイトルのゲームをプレイすることが可能となる。復刻系ゲーム機で「ゲームの追加」が出来る機種は珍しく、本機のアドバンテージとなっている。
- 本機と同日には後述する「パドル＆トラックボールパック拡張セット」に付属する形で「専用ソフト収録SDカード」をリリース。
- 2022年12月には『アーケードメモリーズVOL.1』と題した追加タイトルを発売。今後も更なる追加タイトルの発売が予定されている。

この他のシステム的な機能は下記のとおり。
- ステートセーブ機能を搭載し、最大3か所までのセーブが可能。ロードはメニューから呼び出せる。
- ディップスイッチ設定機能を搭載し、ゲーム起動前に設定が可能。
- メニューボタンを押すことでゲームの一時停止、セーブ、ロード、リセットが可能。

なお、本機はアーケードゲームを家庭で遊ぶために必要な電源・基板と接続するための端子・ジョイスティックなどをコンパクトな筐体に収めた、いわゆる「コントロールボックス」ではないので、オリジナルのゲーム基板を接続して遊ぶことは出来ない。

## タイトルの選定
全てタイトーが何らかの形で関わっているソフト（発売のみ担当した作品も含む）が収録されている。
ソフトラインナップは、ある程度まとめたタイトル数に分けて順次発表するというプロモーション形式を採用した。
開発スタッフは基板の収集に苦労しており、そのことに明るいプロモーション担当者の林幸人が中心となってバージョン確認と収集が行われた。収録タイトルのうち、『アドベンチャーカヌー』は前述の林が事前に基板のありかを特定したうえで推薦し、採用に至った。とはいえ、基板が集まったところでそれを動かすのも苦労があった。1986年にはゲームの基板と筐体をつなぐ部分の規格「JAMMAハーネス」が登場しているものの、タイトルの中にはタイトーによる独自のハーネスが必要なものや、通電するまで正常に動作するのかわからないものもあった。加えて、表現の内容が現在（2022年）の規制にそぐわなかったり、著作権の都合上オリジナル版の楽曲が使えない例もあった。このため、開発スタッフは可能な限り確認を取り、問題がなければそのまま収録し、そうでない場合はユーザーが違和感を持たないように対応がとられた 。
2022年1月にユーザーからタイトー以外の他社製品も含めたアーケードタイトルに限定して収録希望ゲームアンケートを行った結果2000タイトルほどのリクエストがあり、その中から厳選されたタイトルも一部収録された。
ゲームによってはいくつかのバージョンが存在するが、収録されているのは一つのみとなっている。

### 収録タイトル
下記の表は発表された区切り別に、基本50音順で記載する。
- ★は、家庭用初移植タイトル。
- □は、縦画面ゲーム。

| タイトル                                   | 稼働開始年                                | ジャンル                                  | オリジナルのシステム基板                  | 備考                                      |
| 本体収録タイトル第1弾（2021年6月4日発表）  | 本体収録タイトル第1弾（2021年6月4日発表） | 本体収録タイトル第1弾（2021年6月4日発表） | 本体収録タイトル第1弾（2021年6月4日発表） | 本体収録タイトル第1弾（2021年6月4日発表） |
| ------------------------------------------ | ----------------------------------------- | ----------------------------------------- | ----------------------------------------- | ----------------------------------------- |
| エレベーターアクション                     | 1983年                                    | アクション                                | SJ-C2C3 SYSTEM                            |                                           |
| カイザーナックル★                          | 1994年                                    | 対戦格闘                                  | F3 PACKAGE SYSTEM                         |                                           |
| カダッシュ                                 | 1989年                                    | アクションRPG                             | EJ SYSTEM                                 |                                           |
| クイックス□                                | 1981年                                    | アクション (陣取りゲーム)                 | QIX-JP HARDWARE                           | 開発はタイトーアメリカ                    |
| スペースインベーダー□                      | 1978年                                    | シューティング                            | 8080 SI HARDWARE                          |                                           |
| チャックンポップ                           | 1983年                                    | アクション                                | NP SYSTEM                                 |                                           |
| ドンドコドン                               | 1989年                                    | アクション                                | F2 SYSTEM                                 |                                           |
| ニュージーランドストーリー                 | 1988年                                    | アクション                                | CE SYSTEM                                 |                                           |
| バイオレンスファイト                       | 1989年                                    | 対戦格闘                                  | B SYSTEM                                  |                                           |
| バブルボブル                               | 1986年                                    | アクション                                | BUBBLE BOBBLE HARDWARE                    |                                           |
| ミズバク大冒険                             | 1990年                                    | アクション                                | F2 SYSTEM                                 |                                           |
| メタルブラック                             | 1991年                                    | シューティング                            | F2 SYSTEM                                 |                                           |
| ラスタンサーガ                             | 1987年                                    | アクション                                | EB SYSTEM                                 |                                           |
| ルナレスキュー□                            | 1979年                                    | シューティング                            | 8080 SI HARDWARE                          |                                           |
| レインボーアイランドEXTRA                  | 1988年                                    | アクション                                | EC SYSTEM                                 |                                           |
| 本体収録タイトル第2弾（2021年6月17日発表） |                                           |                                           |                                           |                                           |
| エレベーターアクションリターンズ           | 1994年                                    | アクション                                | F3 PACKAGE SYSTEM                         |                                           |
| 影の伝説                                   | 1985年                                    | アクション                                | NS SYSTEM                                 | FM音源搭載基板を収録                      |
| 奇々怪界□                                  | 1986年                                    | アクションシューティング                  | CV SYSTEM                                 |                                           |
| スクランブルフォーメーション□              | 1986年                                    | シューティング                            | MC SYSTEM                                 | 後期バージョンを収録                      |
| スチールワーカー★                          | 1980年                                    | パズルアクション                          | 8080 SI HARDWARE                          |                                           |
| パイレートピート                           | 1982年                                    | アクション                                | SJ-C2C3 SYSTEM                            | 公式には海外でのみリリース                |
| フェアリーランドストーリー                 | 1985年                                    | アクション                                | XG SYSTEM                                 |                                           |
| バブルシンフォニー                         | 1994年                                    | アクション                                | F3 PACKAGE SYSTEM                         |                                           |
| ハレーズコメット□                          | 1986年                                    | シューティング                            | KM SYSTEM                                 |                                           |
| レイメイズ                                 | 1988年                                    | アクション                                | L-SYSTEM                                  |                                           |
| 本体収録タイトル第3弾（2021年6月25日発表） |                                           |                                           |                                           |                                           |
| アドベンチャーカヌー★□                     | 1982年                                    | アクション                                | SJ SYSTEM                                 | 公式には海外でのみリリース                |
| ガンフロンティア□                          | 1990年                                    | シューティング                            | F2 SYSTEM                                 |                                           |
| 究極タイガー□                              | 1987年                                    | シューティング                            | MC68000 TP011 HARDWARE                    | 開発は東亜プラン                          |
| ハットトリックヒーロー                     | 1990年                                    | スポーツ                                  | F2 SYSTEM                                 |                                           |
| パズルボブル2x                             | 1995年                                    | パズル                                    | F3 PACKAGE SYSTEM                         |                                           |
| バブルメモリーズ                           | 1995年                                    | アクション                                | F3 PACKAGE SYSTEM                         |                                           |
| ルナーク                                   | 1990年                                    | アクション                                | F2 SYSTEM                                 |                                           |
| レイフォース□                              | 1993年                                    | シューティング                            | F3 SYSTEM                                 |                                           |
| 本体収録タイトル第4弾（2021年7月2日発表）  |                                           |                                           |                                           |                                           |
| アウターゾーン★                            | 1984年                                    | アクション                                | XR SYSTEM                                 |                                           |
| ヴォルフィード□                            | 1989年                                    | アクション （陣取りゲーム）               | EE SYSTEM                                 |                                           |
| TATSUJIN□                                  | 1988年                                    | シューティング                            | MC68000 TP013 HARDWARE                    | 開発は東亜プラン                          |
| ダライアス外伝                             | 1994年                                    | シューティング                            | F3 PACKAGE SYSTEM                         |                                           |
| 断仇牙★                                    | 1994年                                    | 対戦格闘                                  | F3 SYSTEM                                 | 公式には未発売。                          |
| ニンジャキッズ                             | 1990年                                    | アクション                                | F2 SYSTEM                                 |                                           |
| ルパン三世★□                               | 1980年                                    | アクション                                | 8080 SI-LPN HARDWARE                      |                                           |

## 専用ソフト収録タイトル

### イーグレットツー ミニ専用パドル＆トラックボールゲーム拡張セット
本機と同日に別売するセット品。周辺機器であるコントローラー「イーグレットツー ミニ専用パドル＆トラックボール」および、このコントローラーに備え付けられた「パドルコントローラー」か「トラックボール」の、どちらかを使うゲーム10タイトルが収録された専用SDカードが含まれる。
- ◎は、パドルを使用するゲーム。
- 〇は、トラックボールを使用するゲーム。

| タイトル                                    | 稼働開始年                                 | ジャンル                                   | オリジナルのシステム基板                   | 備考                                       |
| セット同梱タイトル第1弾（2021年6月4日発表)  | セット同梱タイトル第1弾（2021年6月4日発表) | セット同梱タイトル第1弾（2021年6月4日発表) | セット同梱タイトル第1弾（2021年6月4日発表) | セット同梱タイトル第1弾（2021年6月4日発表) |
| ------------------------------------------- | ------------------------------------------ | ------------------------------------------ | ------------------------------------------ | ------------------------------------------ |
| アルカノイド□◎                              | 1986年                                     | ブロック崩し+シューティング                | ARKANOID HARDWARE                          |                                            |
| アルカノイドリターンズ◎                     | 1997年                                     | ブロック崩し+シューティング                | F3 PACKAGE SYSTEM                          | 2人同時プレイ可能                          |
| キャメルトライ◎                             | 1989年                                     | アクションパズル                           | F2 SYSTEM                                  |                                            |
| サイバリオン○                               | 1988年                                     | シューティング                             | H SYSTEM                                   |                                            |
| ストライクボウリング★□○                     | 1982年                                     | アクション (ボウリング)                    | 8080 KB HARDWARE                           |                                            |
| プランプポップ◎                             | 1987年                                     | アクション                                 | CA SYSTEM                                  |                                            |
| セット同梱タイトル第2弾（2021年6月25日発表) |                                            |                                            |                                            |                                            |
| バーディキング★□◎                           | 1982年                                     | ゴルフ                                     | Z80 TB HARDWARE                            |                                            |
| プチカラット◎                               | 1997年                                     | ブロック崩し                               | F3 PACKAGE SYSTEM                          | 2人対戦プレイ可能                          |
| セット同梱タイトル第3弾（2021年7月2日発表)  |                                            |                                            |                                            |                                            |
| アルカノイド リベンジ オブ Doh□◎            | 1987年                                     | ブロック崩し+シューティング                | CA SYSTEM（セタ設計）                      |                                            |
| マリンデート★□○                             | 1981年                                     | アクション                                 | Z80 MG HARDWARE                            |                                            |

### アーケードメモリーズ
2022年9月2日に発表。上述したSDカードスロットを使用する「専用ソフト」としてSDカードメディアに10タイトルが収録される。
当初からタイトルに「VOL.1」と付けられシリーズ化を予定しており、2023年12月21日には「Vol.2」が発売。「Vol.1」に周辺機器は同梱せず、本機のコントローラーか「専用コントロールパッド」・「専用コントロールパネル」の、どれかを使うスタンダードな操作系のゲームのみとなる。
「Vol.2」および「Vol.3」はAmazon.co.jp限定発売品として、後述する他社商品「XE1AJ-USB“サイバースティック”」が同梱された「サイバースティックセット」がリリースされている。
また「Vol.3」には、本体の下部に取り付けて実際の筐体の形を再現できて貯金箱として使用可能な「コンバインキット」と「ゲームセンター用椅子（ミニチュア）」、およびSDカードを収納可能な「タイトー基板箱ミニ」が2個同梱されたものもリリースされている。
| タイトル                   | 稼働開始年                 | ジャンル                   | オリジナルのシステム基板   | 備考                       |
| VOL.1（2022年12月22日発売) | VOL.1（2022年12月22日発売) | VOL.1（2022年12月22日発売) | VOL.1（2022年12月22日発売) | VOL.1（2022年12月22日発売) |
| -------------------------- | -------------------------- | -------------------------- | -------------------------- | -------------------------- |
| 黄金の城                   | 1986年                     | アクション                 |                            | オリジナル開発・セタ       |
| グリッドシーカー□          | 1992年                     | シューティング             | F3 SYSTEM                  |                            |
| グレートソードマン         | 1984年                     | スポーツアクション         |                            | オリジナル開発・世田企画   |
| クレオパトラフォーチュン   | 1996年                     | アクションパズル           | F3 PACKAGE SYSTEM          |                            |
| 逆鱗弾□                    | 1995年                     | シューティング             | F3 PACKAGE SYSTEM          |                            |
| スラップファイト□          | 1986年                     | シューティング             |                            | オリジナル開発・東亜プラン |
| 大旋風□                    | 1989年                     | シューティング             |                            | オリジナル開発・東亜プラン |
| プリルラ                   | 1991年                     | アクション                 | F2 SYSTEM                  |                            |
| ライディングファイト★      | 1992年                     | アクション                 | F3 SYSTEM                  |                            |
| ライトブリンガー           | 1994年                     | アクションRPG              | F3 SYSTEM                  |                            |

| Vol.2 収録タイトル          | 稼働開始年                 | ジャンル                        | オリジナルのシステム基板   | 備考                                       |
| VOL.2（2023年12月21日発売)  | VOL.2（2023年12月21日発売) | VOL.2（2023年12月21日発売)      | VOL.2（2023年12月21日発売) | VOL.2（2023年12月21日発売)                 |
| --------------------------- | -------------------------- | ------------------------------- | -------------------------- | ------------------------------------------ |
| ナイトストライカー          | 1989年                     | シューティング(専用筐体搭乗型） | Z SYSTEM                   | 電波新聞社製 サイバースティック(USB版)対応 |
| リターンオブザインベーダー□ | 1985年                     | シューティング                  | -                          |                                            |
| ワイバーンF-０★□            | 1985年                     | シューティング                  | -                          |                                            |
| ワードナの森                | 1987年                     | アクション                      | -                          | オリジナル開発・東亜プラン                 |
| オペレーションウルフ        | 1987年                     | ガンシューティング              | -                          | サイバースティック(USB版)対応              |
| 特殊部隊U.A.G.□             | 1987年                     | シューティング                  | -                          | オリジナル開発・セタ                       |
| 中華大仙                    | 1988年                     | 横シューティング                | -                          | オリジナル開発・ホット・ビィ               |
| クライムシティ★             | 1989年                     | アクション                      | B SYSTEM                   |                                            |
| ゆうゆのクイズでGO！GO！    | 1991年                     | クイズ                          | F2 SYSTEM                  |                                            |
| 究極タイガー2□              | 1995年                     | 縦シューティング                | F3 PACKAGE SYSTEM          | オリジナル開発・タクミ                     |

| タイトル                     | 稼働開始年                 | ジャンル                   | オリジナルのシステム基板   | 備考                                                            |
| VOL.3（2024年12月19日発売)   | VOL.3（2024年12月19日発売) | VOL.3（2024年12月19日発売) | VOL.3（2024年12月19日発売) | VOL.3（2024年12月19日発売)                                      |
| ---------------------------- | -------------------------- | -------------------------- | -------------------------- | --------------------------------------------------------------- |
| ミスター・ドゥ□              | 1982年                     | アクション                 | -                          | オリジナル開発・ユニバーサル タイトー許諾版（バグあり版）の移植 |
| ルンバランバ★□               | 1984年                     | アクション                 | -                          |                                                                 |
| ウィズ□                      | 1985年                     | アクション                 | -                          | オリジナル開発・セイブ開発 タイトー許諾版の移植                 |
| メタルソルジャーアイザック2□ | 1985年                     | アクションシューティング   | -                          |                                                                 |
| エクスターミネーション★□     | 1987年                     | 縦シューティング           | -                          |                                                                 |
| Dr.トッペル探検隊★□          | 1988年                     | 縦シューティング           | -                          | オリジナル開発・カネコ                                          |
| トップランディング★          | 1989年                     | 3Dフライト                 | AIR SYSTEM                 | サイバースティック(USB版)対応                                   |
| アクアジャック★              | 1989年                     | 3Dシューティング           | Z SYSTEM                   | サイバースティック(USB版)対応                                   |
| ギャラクティックストーム★    | 1992年                     | 3Dシューティング           | -                          | サイバースティック(USB版)対応                                   |
| あっかんべぇだぁ～           | 1995年                     | 縦シューティング           | F3 PACKAGE SYSTEM          |                                                                 |

### アーケードコレクション
2025年7月17日に発表。アーケードメモリーズと同様に「専用ソフト」としてSDカードメディアに10タイトルが収録されるが、過去のラインナップがタイトーが関連したタイトルのみであったのに対し、第1弾となる「Part1」では全タイトルがタイトー以外のメーカーからの選出となっている。またこれまでと同様、攻略本とインストラクションカード ミニも同梱される。
| タイトル                                   | 稼働開始年                 | ジャンル                   | オリジナルの会社           | 備考                       |
| PART1（2025年12月18日発売)                 | PART1（2025年12月18日発売) | PART1（2025年12月18日発売) | PART1（2025年12月18日発売) | PART1（2025年12月18日発売) |
| ------------------------------------------ | -------------------------- | -------------------------- | -------------------------- | -------------------------- |
| ミステリアスストーンズ Dr.キックの大冒険★□ | 1984年                     | アクション                 | テクノスジャパン           |                            |
| ブギーマナー★                              | 1985年                     | アクション                 | テクノスジャパン           |                            |
| 熱血硬派くにおくん                         | 1986年                     | アクション                 | テクノスジャパン           |                            |
| ザインド・スリーナ                         | 1986年                     | アクションシューティング   | テクノスジャパン           |                            |
| ダブルドラゴン                             | 1987年                     | アクション                 | テクノスジャパン           |                            |
| チェルノブ                                 | 1988年                     | アクション                 | データイースト             |                            |
| ダークシール                               | 1990年                     | アクションRPG              | データイースト             | 日本では初移植             |
| エドワード・ランディ★                      | 1991年                     | アクション                 | データイースト             |                            |
| ウルフファング 空牙2001                    | 1991年                     | アクションシューティング   | データイースト             | 完全移植は初               |
| ザ・グレイト・ラグタイムショー★            | 1992年                     | 横シューティング           | データイースト             |                            |

## 周辺機器
すべて本体と同日に発売された。
イーグレットツー ミニ専用コントロールパッド
コントロールパッドとしてはスタンダードな方向キーに6ボタン+スタート/クレジット/メニューボタンを付けた仕様。
イーグレットツー ミニ専用コントロールパネル(2Pカラー)
本体ジョイスティック同様の8方向/4方向切り替えが可能なスティックと6ボタン+スタート/クレジット/メニューボタンを付けた仕様。前述のとおり、2P側のブルーカラーのボタンを搭載している。1P側USBに刺せば1P側スティックとしても使用可能。
イーグレットツー ミニ専用パドル＆トラックボール拡張セット
ボタン、トラックボール、パドルを搭載した特殊コンパネ。ボタンは左右に付いているが基本的な機能は同じ。
この他、タイトーが直接リリースした製品では無いが、アーケードメモリーズVol.2に電波新聞社の製品「XE1AJ-USB“サイバースティック”」対応ソフトが含まれている。（同製品は本来復刻系ゲーム機・メガドライブ ミニ2用に使われる事を主目的にリリースされたモノだが、対応ソフトのために2023年8月25日に本体のソフトウェアアップデートファイルが公開されている。過去のアップデートと異なり。これを適用しないとサイバースティックを本機で使うことは出来ない）。

## 初回限定版
イーグレットツー ミニ 本体＋パドル＆トラックボールパック
本体と「パドル&トラックボールゲーム拡張セット」に、本体上部のインストラクションカード掲示パネルサイズに縮小した「インストラクションカード ミニ」全50タイトル分、「TAITO70周年/ZUNTATA35周年記念サウンドトラックCD」が同梱。
イーグレットツー ミニ フルパッケージ 豪華特装版
上記のパックセットに「コントロールパネル（2Pカラー）」・「コントロールパッド」および本機50タイトルを網羅した攻略本が追加同梱されたもの。

## スティックン
アーケードスティックをモチーフにしたイーグレットツー ミニのマスコットキャラクター。
本体発売を記念して「スティックンの日常スタンプ」をLINEにて販売した他、関連商品にも掲載されている。

## 反響
イーグレットツー ミニのプロデューサー惠川哲雄が2022年にファミ通とのインタビューで語ったところによると、本機単体とは別に2種類の初回限定セットを用意した際、最初は満遍なく予約が入ると思っていたら、限定セットのうちフルパッケージ 豪華特装版の予約が最も多かったといい、発売日が近づくにつれ単体での予約も増えたという。また、惠川によると「自宅にゲーセンを作る」という目的で20台以上購入した例もあったという。